# Горње Снагово
Горње Снагово је насељено мјесто у граду Зворник, Република Српска, БиХ. Насеље је настало 2012. године на основу „Одлуке о оснивању насељеног мјеста Горње Снагово на подручју општине Зворник“ и „Одлуке о престанку постојања насељеног мјеста Снагово Горње на подручју општине Зворник“ (Сл. гласник РС 100/2012 од 30. октобра 2012. године) када је старо насеље Снагово Горње укинуто поделом на више самосталних насеља при чему је једно од њих добило ново име Горње Снагово.

## Историја
Одлуком о престанку постојања насењеног мјеста Снагово Горње на подручју општине Зворник подручје бившег насељеног мјеста Снагово Горње ушло је у састав насељених мјеста Липље и Самари.
Насељено мјесто Горње Снагово оснива се од насељених мјеста Мехмедићи и Марчићи и дијела насељеног мјеста Снагово. Насељено мјесто Горње Снагово налази се у саставу КО Глумина и КО Зворник, укупне површине 437 хектара, a по типу (карактеру) је сеоско ушорено и збијено-ушорено насељено мјесто.
Између бившег насеља Снагово Горње и новоформираног насеља Горње Снагово осим сличног имена не постоји никаква повезаност.

## Становништво
| Демографија | Демографија | Демографија |
| Година      | Становника  | Становника  |
| ----------- | ----------- | ----------- |
| 1948.       | 538         |             |
| 1953.       | 622         |             |
| 1961.       | 791         |             |
| 1971.       | 923         |             |
| 1981.       | 767         |             |
| 1991.       | 1.238       |             |
| 2013.       | 975         |             |